# Atypophthalmus (Atypophthalmus) marleyi
Atypophthalmus (Atypophthalmus) marleyi is een tweevleugelige uit de familie steltmuggen (Limoniidae). De soort komt voor in het Afrotropisch gebied.